# Der Teufel und der junge Mann
Der Teufel und der junge Mann ist ein Lied der Schweizer Schlagersängerin Paola, das im November 1980 erschien. Im Folgejahr erschien auch eine niederländische Fassung mit dem Titel De duivel en de jongeman.

## Entstehung und Veröffentlichung
Geschrieben wurde das Lied gemeinsam von Roland Heck und Michael Kunze, wobei die Komposition von Heck und der Text von Kunze stammt. Heck zeichnete zudem auch für die Produktion verantwortlich.
Die Erstveröffentlichung von Der Teufel und der junge Mann erfolgte als Single bei CBS Records im November 1980. Diese erschien als 7″-Single mit der B-Seite Amazing Grace (Katalognummer: 9028). Im Folgejahr erschien das Lied als Teil der Kompilation Ihre größten Erfolge (Katalognummer: 84926). Um das Lied zu bewerben, erfolgten unter anderem Liveauftritte in den ZDF-Shows Disco vom 22. Dezember 1980 oder mehrmals in der ZDF-Hitparade, wo sie ab dem 15. Dezember 1980 drei Mal auftrat und in der Sendung vom 9. Februar 1981 auf Platz eins gewählt wurde.
Am 25. April 1981 erschien eine Single mit der niederländischen Version De duivel en de jongeman (Katalognummer: A 1157), die von Pierre Kartner (Vader Abraham) umgeschrieben wurde.

## Inhalt
Der Midtempo-Schlager Der Teufel und der junge Mann nimmt als Sujet den Teufel auf, der nicht weiß, was Liebe ist und mit einem Rätsel auf die Probe gestellt wird.

## Chartplatzierungen
| ChartsChartplatzierungen | Höchstplatzierung | Wochen |
| ------------------------ | ----------------- | ------ |
| Deutschland (GfK)        | 5 (19 Wo.)        | 19     |

| ChartsJahrescharts (1981) | Platzierung |
| ------------------------- | ----------- |
| Deutschland (GfK)         | 58          |

## Coverversionen

### Die Zipfelbuben
Am 14. Juli 2006 veröffentlichte die deutsche Partyschlagerband Die Zipfelbuben eine Coverversion zu Der Teufel und der junge Mann als Single, die zum Charthit in Deutschland avancierte. Am 29. Juni 2007 erschien diese als Teil von Volkspop (Katalognummer: 5051011-5497-2-4), dem Debütalbum der Zipfelbuben.
| ChartsChartplatzierungen | Höchstplatzierung | Wochen |
| ------------------------ | ----------------- | ------ |
| Deutschland (GfK)        | 81 (8 Wo.)        | 8      |

### Weitere Coverversionen
- 2012: Dieter Thomas Kuhn & Band (Album: Hier ist das Leben)
- 2016: Michael von der Heide (Album: Paola)
- 2019: Peter Reber (Album: Ha mys Härz uf der Büni gla)